# Bartholomeus Spranger

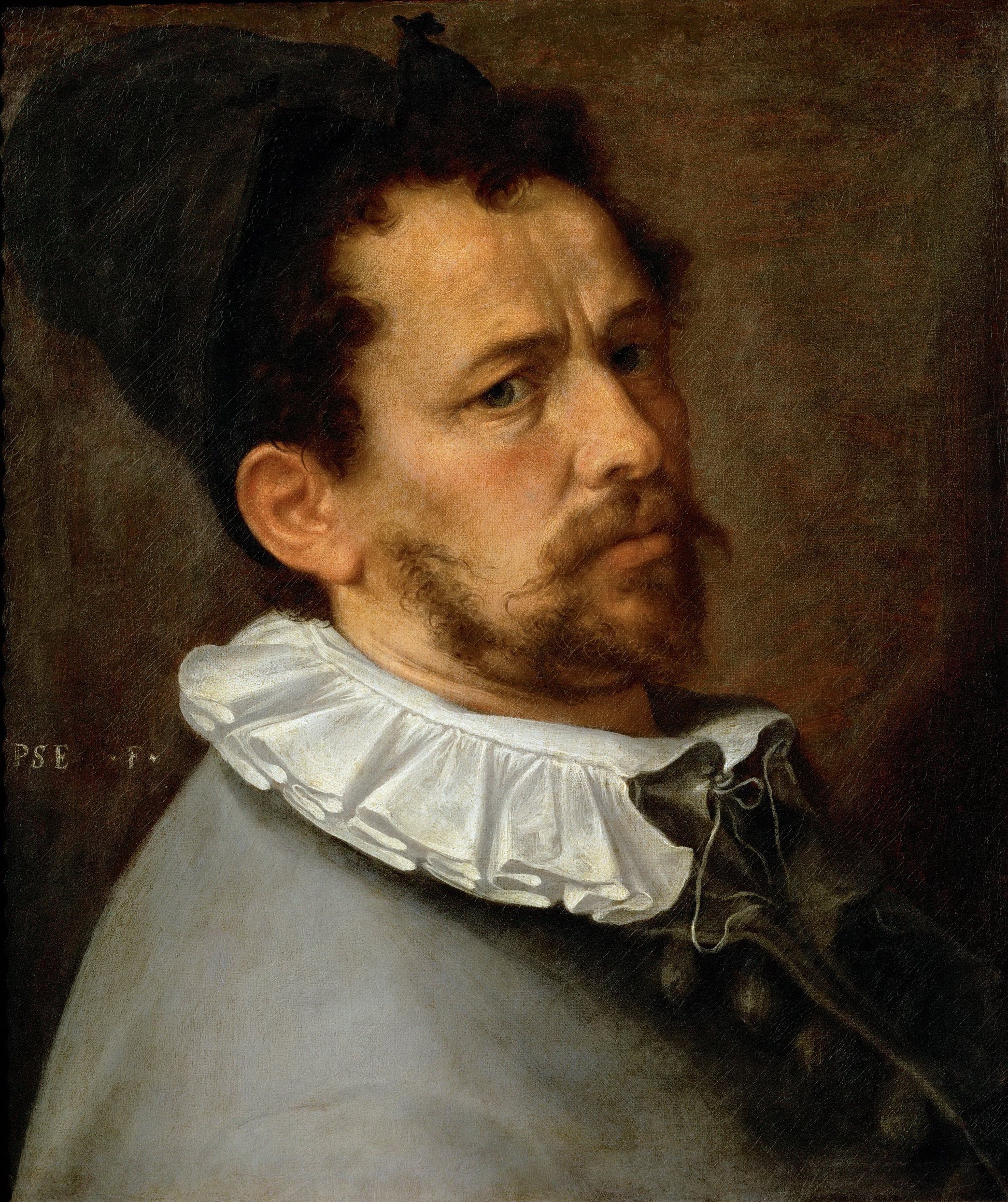
Autorretrato (circa 1580; Kunsthistorisches Museum, Viena).

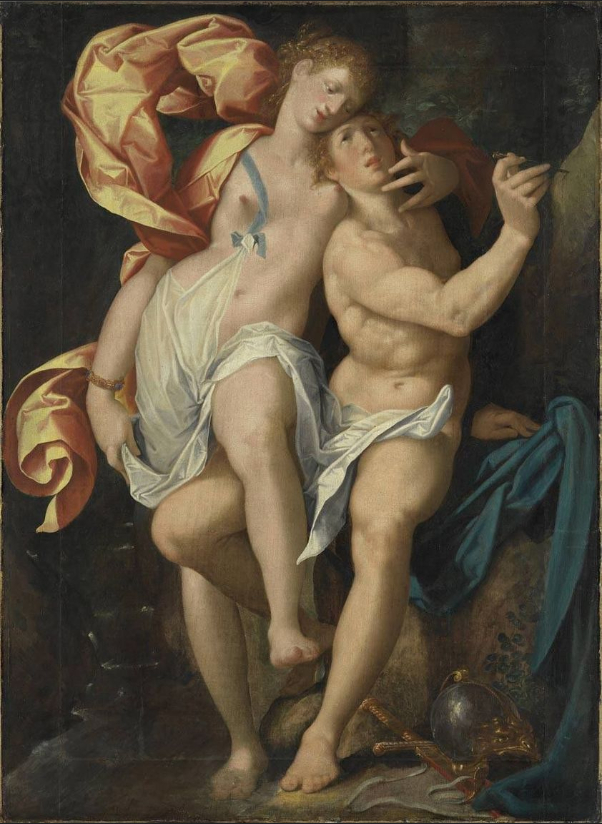
Angélica y Medoro (Alte Pinakothek, Munich).

Bartholomeus Spranger (Amberes, 21 de marzo de 1546 – Praga, agosto de 1611) fue un pintor flamenco, dibujante y grabador, uno de los más destacados representantes del manierismo nórdico nacido en Amberes, en el Ducado de Brabante, en los Países Bajos de los Habsburgo. 
Tras concluir su formación en  Amberes, con maestros como Cornelis van Dalem y Jan Mandijn, viajó a París e Italia en 1565. Durante su breve paso por Francia le interesó el manierismo de la Escuela de Fontainebleau, pasó por Milán y Parma, donde estudió las obras de Correggio y Parmigianino, y ya para el año siguiente se había instalado en Roma. Realizó pinturas murales en diversas iglesias, recibió el apoyo del cardenal Alessandro Farnese y en 1570 fue nombrado pintor de corte por el papa Pío V. 
En 1575 fue presentado por su compatriota Giambologna a Maximiliano II de Habsburgo, y en 1581 entró al servicio de su sucesor, Rodolfo II de Habsburgo, en Praga. Trabajó allí durante el resto de su vida.
Spranger dio respuesta a los sofisticados gustos de Rodolfo II, personaje más bien extravagante por sus afanes coleccionistas y por su marcada preferencia por temas eróticos. El estilo de Spranger, de figuras muy estilizadas y colores artificiosos, se expandió por el norte de Europa gracias a artistas como Karel van Mander (quien llevó diseños suyos a Haarlem) y Hendrick Goltzius, quien grabó algunos y recreó su estilo en más grabados.

## Otras obras

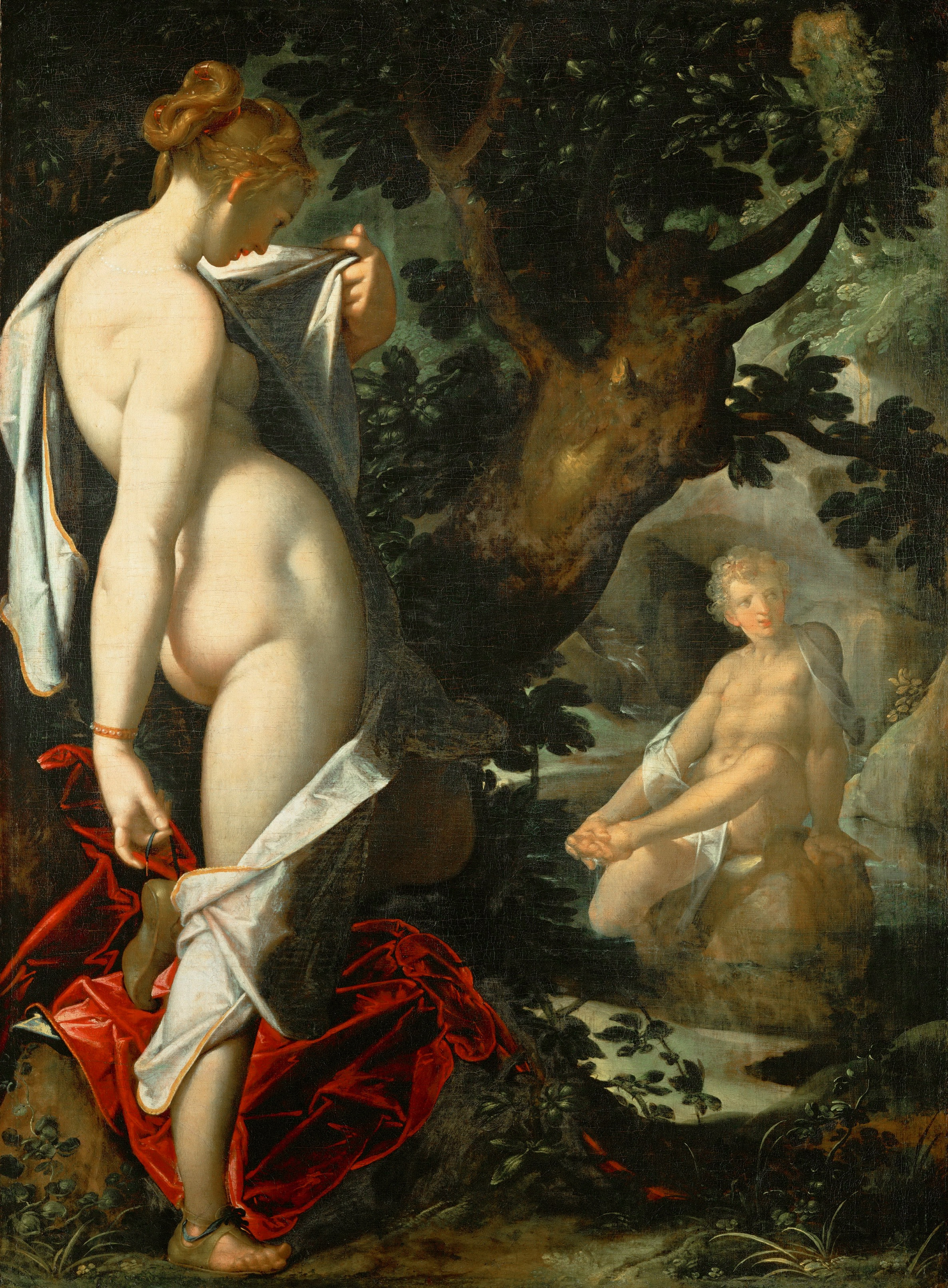
La ninfa Salmacis y Hermafrodito (Kunsthistorisches Museum, Viena)
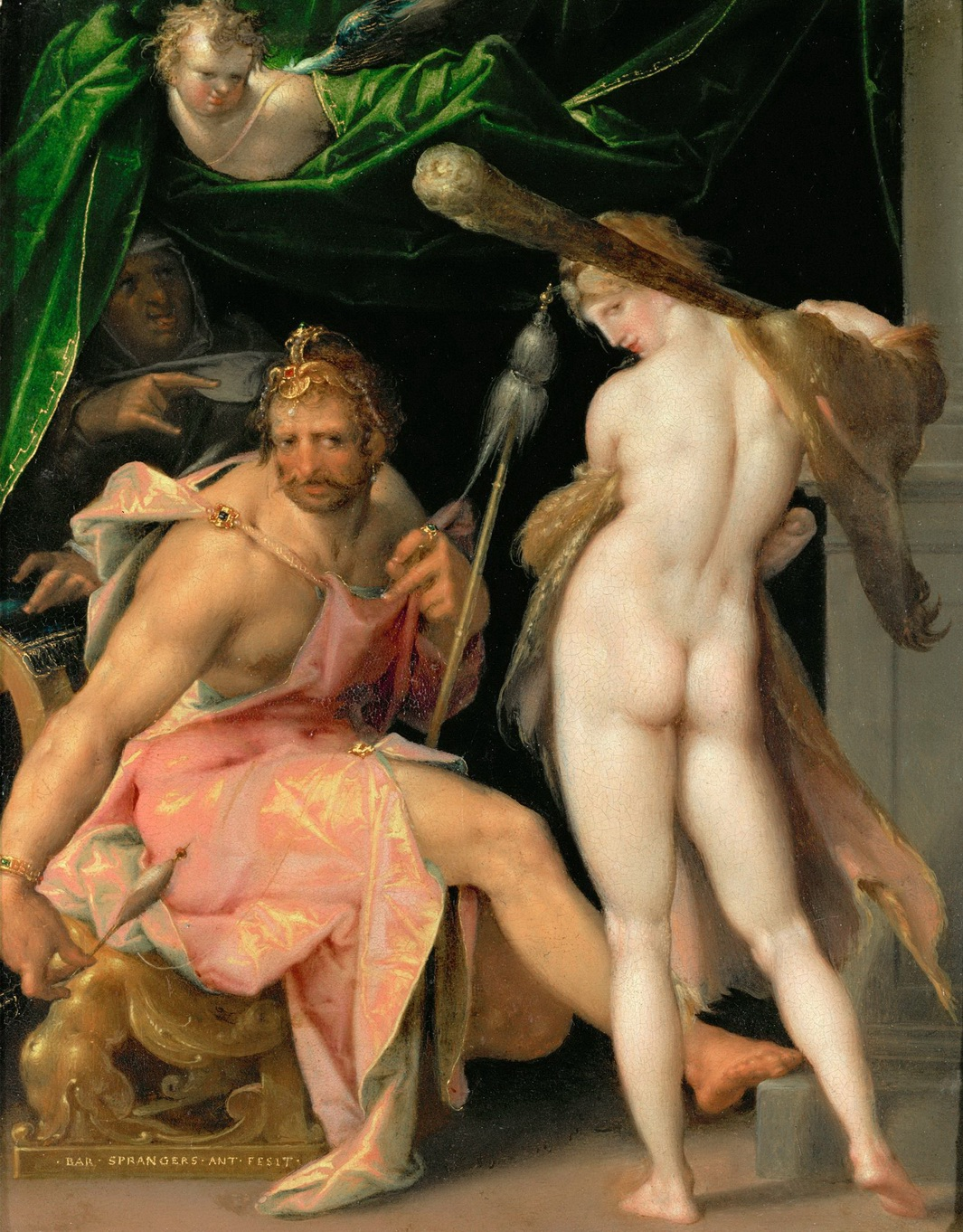
Hércules y Onfalia (Kunsthistorisches Museum, Viena)
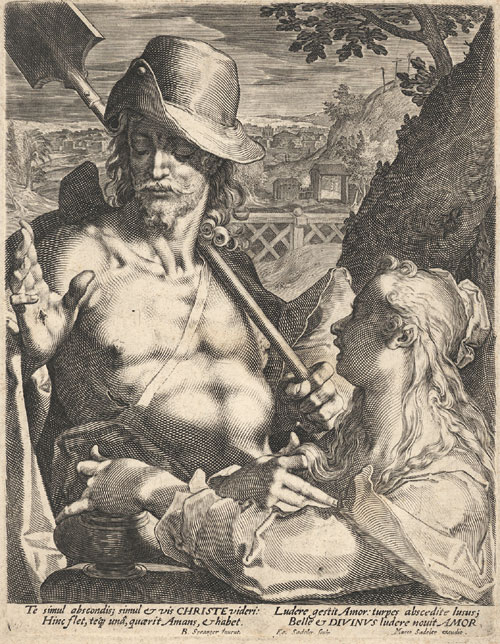
Cristo y la Magdalena, diseño de Spranger grabado por Aegidius Sadeler II

## Fuente de información
Biografía de Spranger en la Wikipedia inglesa